# Lyriothemis eurydice
Lyriothemis eurydice – gatunek ważki z rodziny ważkowatych (Libellulidae).